# Lacs de la Selle
Les lacs de la Selle sont un ensemble de lacs situés sur l'île de l'Ouest des îles Kerguelen dans les Terres australes et antarctiques françaises (TAAF).

## Géographie

### Situation
Les lacs de la Selle regroupent quatre lacs principaux et environ six plus petites étendues d'eau voisines qui sont situés au centre de l'île de l'Ouest et sont pour certains reliés les uns aux autres par leurs exutoires. Ce sont des lacs à chapelet, localisés au centre de l'île de l'Ouest entre les deux éminences caractéristiques qui les encadrent : à l'ouest le pic Philippe d'Orléans (617 m) et à l'est un sommet non nommé (269 m). Ils sont situés entre 20 et 100 m d'altitude et mesure pour le principal – parfois nommé par synecdoque « lac de la Selle » – 930 mètres de longueur et 330 mètres de largeur maximales. Son exutoire, situé au sud, se jette directement dans l'océan Indien.

### Toponymie
Les lacs doivent leur nom à l'ancienne appellation anglaise de l'île de l'Ouest, Saddle Island ou « île de la Selle », donnée par les pêcheurs américains et britanniques au XIXe siècle – et repris dans les récits du marin et écrivain anglais John Nunn – en raison du profil caractéristique de l'île avec ses deux sommets et son centre abaissé.